# Ardala
Ardala är en tätort i Skara kommun i Västra Götalands län, belägen intill väg E20.
Ardala ligger på gränsen mellan Västra Gerums och Marums socknar och var ursprungligen ett stationssamhälle.

## Historia
När Västergötland–Göteborgs Järnvägar invigdes den 1 januari 1900, var Ardala en av stationerna.  Persontrafiken på linjen lades ned 1970 och efter att även godstrafiken lagts ned 1984 revs järnvägen upp 1985. Banvallen mellan Ardala och Skara används i dag som cykelväg.
Det har även funnits lanthandel, bensintapp och kiosk i Ardala.

### Befolkningsutveckling
| Befolkningsutvecklingen i Ardala 1960–2020                        | Befolkningsutvecklingen i Ardala 1960–2020 | Befolkningsutvecklingen i Ardala 1960–2020 | Befolkningsutvecklingen i Ardala 1960–2020 | Befolkningsutvecklingen i Ardala 1960–2020 |
| ----------------------------------------------------------------- | ------------------------------------------ | ------------------------------------------ | ------------------------------------------ | ------------------------------------------ |
|                                                                   |                                            |                                            |                                            |                                            |
| År                                                                |                                            |                                            | Folkmängd                                  | Areal (ha)                                 |
| 1960                                                              | 1960                                       |                                            | 169                                        | ¤                                          |
| 1965                                                              | 1965                                       |                                            | 249                                        |                                            |
| 1970                                                              | 1970                                       |                                            | 369                                        |                                            |
| 1975                                                              | 1975                                       |                                            | 628                                        |                                            |
| 1980                                                              | 1980                                       |                                            | 674                                        |                                            |
| 1990                                                              | 1990                                       |                                            | 762                                        | 53                                         |
| 1995                                                              | 1995                                       |                                            | 768                                        | 53                                         |
| 2000                                                              | 2000                                       |                                            | 719                                        | 53                                         |
| 2005                                                              | 2005                                       |                                            | 741                                        | 53                                         |
| 2010                                                              | 2010                                       |                                            | 725                                        | 53                                         |
| 2015                                                              | 2015                                       |                                            | 745                                        | 65                                         |
| 2020                                                              | 2020                                       |                                            | 689                                        | 65                                         |
| Anm.: Ny tätort 1965 ¤ Som tätortsbebyggelse med 150-199 invånare |                                            |                                            |                                            |                                            |

## Samhället
I Ardala finns en skola, Ardalaskolan, med förskola och grundskola för elever årskurs F–6.
Ardala har också en förskola, Gläntan, som ligger i nära anslutning till idrottsplatsen Ardala IP där det på sommaren finns en kiosk och 2 utomhusbassänger. Utomhusbadet renoverades totalt under försommaren 2021. Dessutom finns det en pizzeria och mataffär i samhället.

## Näringsliv
Industrin i Ardala innefattar bland annat minkfarmer, en kycklingfarm och ett nedlagt tryckeri. Numera huserar musikaffären Allmusik i tryckeriets lokaler.

## Idrott
I Ardala finns fotbollsklubben Ardala GoIF, som spelar i division 4 .